# Natació als Jocs Olímpics d'Estiu de 1920 - 300 metres lliures femenins
Els 300 metres lliures femenins va ser una de les deu proves de natació que es disputaren als Jocs Olímpics d'Anvers de 1920. Aquesta era la primera vegada que es disputava aquesta prova en uns Jocs i en edicions posteriors va passar a ser de 400 metres, com en els homes. La competició es disputà el 26 i el 28 d'agost de 1920. Hi van prendre part 16 nedadores procedents de 7 països.

## Medallistes
| Or                      | Plata                     | Bronze                |
| Ethelda Bleibtrey (USA) | Margaret Woodbridge (USA) | Frances Schroth (USA) |

## Rècords
Aquests eren els rècords del món i olímpic que hi havia abans de la celebració dels Jocs Olímpics de 1920.
| Rècord del Món | 4:56.2 | Fanny Durack | ? | 1912 |
| Rècord Olímpic |        | cap          |   |      |

En la primera semifinal Ethelda Bleibtrey va establir un nou rècord del món amb 4:41.4 minuts. Ella mateixa millorà el seu rècord a la final, amb un temps de 4:34.0 minuts.

## Resultats

### Semifinals
Les semifinals es van disputar el dijous 26 d'agost de 1920. Els dos primers de cada sèrie i el millor tercer passen a la final.
Semifinal 1
| Posició | Nedador                 | Temps  | Qual. |
| ------- | ----------------------- | ------ | ----- |
| 1       | Ethelda Bleibtrey (USA) | 4:41.4 | Q WR  |
| 2       | Constance Jeans (GBR)   | 4:57.8 | Q     |
| 3       | Carin Nilsson (SWE)     | 5:07.0 |       |
| 4       | Hilda James (GBR)       | 5:07.2 |       |
| 5       | Lily Beaurepaire (AUS)  |        |       |

Semifinal 2
| Posició | Nedador                   | Temps  | Qual. |
| ------- | ------------------------- | ------ | ----- |
| 1       | Margaret Woodbridge (USA) | 4:56.6 | Q     |
| 2       | Violet Walrond (NZL)      | 5:04.6 | Q     |
| 3       | Jane Gylling (SWE)        | 5:04.8 | q     |
| 4       | Grace McKenzie (GBR)      |        |       |
| 5       | Ernestine Lebrun (FRA)    |        |       |

Semifinal 3
| Posició | Nedador                 | Temps  | Qual. |
| ------- | ----------------------- | ------ | ----- |
| 1       | Eleanor Uhl (USA)       | 5:02.0 | Q     |
| 2       | Frances Schroth (USA)   | 5:03.2 | Q     |
| 3       | Aina Berg (SWE)         | 5:29.6 |       |
| 4       | Suzanne Wurtz (FRA)     | 5:33.0 |       |
| 5       | Florence Sancroft (GBR) |        |       |
| 6       | Barbara Nash (RSA)      |        |       |

### Final
Es va disputar el dissabte 28 d'agost de 1920:
| Posició | Nedador                   | Temps     |
| ------- | ------------------------- | --------- |
| 1       | Ethelda Bleibtrey (USA)   | 4:34.0 WR |
| 2       | Margaret Woodbridge (USA) | 4:42.8    |
| 3       | Frances Schroth (USA)     | 4:52.0    |
| 4       | Constance Jeans (GBR)     | 4:52.4    |
| 5       | Eleanor Uhl (USA)         |           |
| 6       | Jane Gylling (SWE)        |           |
| 7       | Violet Walrond (NZL)      |           |